# Stigmella hisakoae
Stigmella hisakoae là một loài bướm đêm thuộc họ Nepticulidae. Nó được miêu tả bởi Sco Hirano năm 2010. Nó được tìm thấy ở Nhật Bản (Honshū).
Ấu trùng ăn Quercus serrata. They probably mine the leaves of their host.